# Tarana
Tarana is een nagar panchayat (plaats) in het district Ujjain van de Indiase staat Madhya Pradesh. 

## Demografie
Volgens de Indiase volkstelling van 2001 wonen er 21.455 mensen in Tarana, waarvan 51% mannelijk en 49% vrouwelijk is. De plaats heeft een alfabetiseringsgraad van 66%. 